# 1574
Évszázadok: 15. század – 16. század – 17. század
Évtizedek: 1520-as évek – 1530-as évek – 1540-es évek – 1550-es évek – 1560-as évek – 1570-es évek – 1580-as évek – 1590-es évek – 1600-as évek – 1610-es évek – 1620-as évek
Évek: 1569 – 1570 – 1571 – 1572 –  1573 – 1574 – 1575 – 1576 – 1577 – 1578 – 1579

## Események
- február 21. – Krakkóban lengyel királlyá koronázzák Valois Henriket.[1]
- június 18. – Valois Henrik lengyel király 18-ról 19-re virradó éjjel kiszökik a krakkói királyi várból, a Wawelből, hogy lengyel királyságát felcserélhesse a franciával.[2]
- A kapucinusoknak engedélyezett a szabad terjeszkedés.[3]

## Születések
- Május 7. – X. Ince pápa († 1655)[4]
- július 23. – Balthasar Moretus németalföldi nyomdász († 1641)
- augusztus 30. – Szenczi Molnár Albert református lelkész, zsoltárköltő, műfordító († 1634[5])

## Halálozások
- április 21. – I. Cosimo de’ Medici, Firenze hercege (* 1519)
- május 30. – IX. Károly francia király[6]
- június 27. – Giorgio Vasari olasz építész, festő, író (* 1511)
- december 12. – II. Szelim, az Oszmán Birodalom 11. szultánja (* 1524)
- december 26. – Charles de Guise lotaringiai bíboros, reims-i érsek, a francia katolicizmus kiemelkedő alakja, a komoly politikai befolyással rendelkező a Guise-ház tagja (* 1524)